# マウリシオ・アセベス
マウリシオ・アセベス（Mauricio Aceves、1960年12月18日 - ）は、メキシコのプロボクサー。元WBO世界ライト級王者。メキシコシティ出身。

## 来歴
1979年7月14日、プロデビューを果たし4回TKO勝ちで白星でデビューを飾った。
1980年10月9日、セイェタノ・コローナと対戦し8回TKO勝ち。
1984年4月25日、ホルヘ・メルカドと対戦し6回TKO勝ち。
1986年10月9日、エーニー・ランデロスと対戦し8回TKO勝ち。
1987年3月26日、マーク・ヘルナンデスと対戦。4度ダウンを奪い5回1分50秒TKO勝ち。
1988年3月24日、WBC世界スーパーライト級王者ロジャー・メイウェザーと対戦し3回1分32秒TKO負けで王座獲得に失敗した。
1989年1月20日、アマンシオ・カストロとWBO世界ライト級王座決定戦で対戦し12回1-1の判定で引き分けに終わり王座獲得に失敗した。
1989年5月6日、アマンシオ・カストロと仕切り直しとなる初代WBO世界ライト級王座決定戦を行い12回3-0(116-114、2者が116-113)の判定勝ちで王座獲得に成功した。
1989年7月30日、オスカーベジネスと対戦し10回2分6秒逆転KO勝ちで初防衛に成功した。
1990年4月27日、ディンガン・トベラと対戦し7回終了時棄権で負けを喫した。現役世界王者でもあるアセベスにとって屈辱的な敗戦になった。
1990年9月22日、ハウテン州のモメンツ・アリーナでディンガン・トベラと5ヶ月ぶりに対戦し12回1-2(111-117、112-115、114-113)の判定負けで2度目の防衛に失敗し王座から陥落した。
1994年4月11日、後のフェザー級統一王者ホルヘ・パエスと対戦し10回0-3(2者が92-97、91-98)の判定負け。
1995年7月20日、シェーン・モズリーと対戦し4回KO負け。
1996年11月15日、デニス・ホルバーク・ペンダーセンと対戦したが5回KO負けを喫した試合を最後に現役を引退した。

## 獲得タイトル
- 初代WBO世界ライト級王座（防衛1）